# Aeroportul Municipal Dunsmuir-Mott
Aeroportul Municipal Dunsmuir-Mott (IATA: MHS, FAA LID: 1O6) este un aeroport din California, Statele Unite ale Americii ce deservește zona Dunsmuir⁠(d). Aeroportul a fost tranzitat în 2019 de 6 pasageri. A fost numit după zona deservită.
Situat la o altitudine de 993 m, aeroportul dispune de 1 pistă.

## Infrastructură

### Piste
Aeroportul dispune de o singură pistă. Pista 14/32 are dimensiunile 2.800 picioare × 60 picioare. 